# Reid/Edwards/Coudoux
Reid/Edwards/Coudoux ist ein Album von Tomeka Reid, Isidora Edwards und Elisabeth Coudoux. Die am 27. August 2021 beim „Sommer-Achter“-Konzert, organisiert von Raimund Knösche, im Veranstaltungsort Marleen in Wiesbaden entstandenen Aufnahmen erschienen am 23. Februar 2024 auf Relative Pitch Records.

## Hintergrund
Für den Auftritt in Wiesbaden tat sich die Amerikanerin Tomeka Reid mit der Chilenin Isidora Edwards und der Deutschen Elisabeth Coudoux zu vier Improvisationen zusammen. Das Konzert wurde möglich durch die Einladung der Kuratorin Biliana Voutchkova des DARA String Festivals, das an diesen Tagen in Köln, Berlin und Wuppertal stattfand.

## Titelliste
- Tomeka Reid, Isidora Edwards, Elizabeth Coudoux: Reid/Edwards/Coudoux (Relative Pitch Records RPR1174)[2]

1. Could You Imagine 26:10
2. Lying Layers 12:16
3. Sound Behind the Voice 16:24
4. Shot Spaces 7:14

Die Kompositionen stammen von Tomeka Reid, Isidora Edwards und Elizabeth Coudoux.

## Rezeption
Nach Ansicht von Hrayr Attarian, der das Album in All About Jazz rezensierte, kann man den Einfallsreichtum von Kevin Riley von Relative Pitch Records nur loben, eine einzigartige Live-Session zu veröffentlichen, die drei der herausragendsten Cellisten und Improvisatoren der Welt zusammenbracht habe. Das Ergebnis sei der provokante, fesselnde und [treffend] schlicht betitelte Mitschnitt Reid/Edwards/Coudoux. „Could You Imagine“ würde mit holzigem Stöhnen und resonantem Schlagzeug beginnen, das eine erwartungsvolle Stimmung schaffe. Die überlappenden eckigen Phrasen zeichneten ein dissonantes und bewegendes musikalisches Tableau.
Diese Erkundung des Klangs verschiebe die Grenzen des Cellos in eine anregende Atonalität, so Attarian. Hier wie auch anderswo komme die bemerkenswerte Kameradschaft innerhalb des Trios voll zur Geltung, da es eine einzige harmonische Einheit bilde, die dennoch die Individualität jedes einzelnen Mitglieds hervorhebe. Diese Musikerinnen seien alle Meister des westlichen klassischen Idioms und würden in interdisziplinären Umgebungen gedeihen. Vielleicht könne man dies am besten in „Sound Behind the Voice“ erleben. Das Album biete ein anspruchsvolles und lohnendes Hörerlebnis; ein Album, das gleichzeitig intellektuell sei und einen tiefgreifenden Eindruck hinterlasse. Niemals selbstgefällig, sei es ein Werk des freien Ausdrucks und der erhabenen Synergie, das noch lange nachhalle.